# Trofeo Manta Open 2008
Il Trofeo Manta Open 2008 è stato un torneo di tennis facente parte della categoria ATP Challenger Series nell'ambito dell'ATP Challenger Series 2008. Il torneo si è giocato a Manta in Ecuador dal 14 al 20 luglio 2008 su campi in cemento e aveva un montepremi di $35 000.

## Vincitori

### Singolare
Giovanni Lapentti ha battuto in finale  Ricardo Mello con il punteggio di 6–2 6–4

### Doppio
Alejandro González /  Eduardo Struvay hanno battuto in finale  Víctor Estrella Burgos /  Alejandro Fabbri con il punteggio di 7–5 3–6 [10–7]